# District de Gex
Le district de Gex était une division territoriale du département de l'Ain de 1790 à 1795. 

## Subdivisions
Le district de Gex était subdivisé en quatre cantons, savoir :

- Le canton de Collonges [1], comprenant les cinq municipalités suivantes : Chézery[C 1], Collonges[C 2], Farges[C 3], Lancrans[C 4] et Léaz[C 5]
- Le canton de Fernay[2], comprenant les quatre municipalités suivantes : Ferney[C 6], Moëns[C 7], Ornex[C 8] et Prévessin[C 9]
- Le canton de Gex[3], comprenant les onze municipalités suivantes : Cessy[C 10], Chevry[C 11], Divonne[C 12], Gex[C 13], Grilly[C 14], Lélex[C 15], Sauverny[C 16], Ségny[C 17], Versonnex[C 18], Vesancy[C 19] et Vésenex-Crassy[C 20]
- Le canton de Thoiry[4], comprenant les sept municipalités suivantes : Challex[C 21], Crozet[C 22], Péron[C 23], Pouilly et Saint-Genix[C 24], Saint-Jean-de-Gonville[C 25], Sergy[C 26] et Thoiry[C 27]

## Galerie

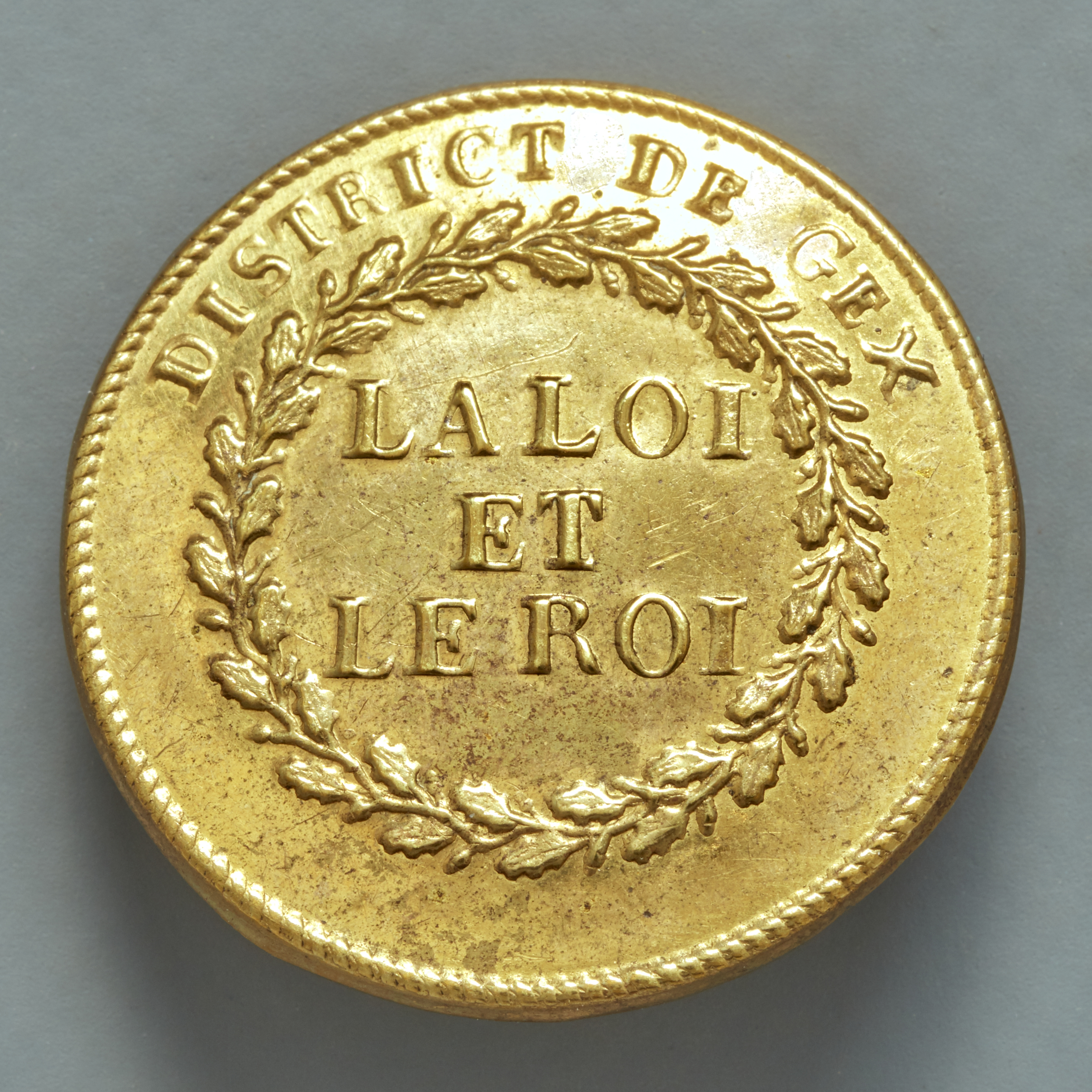
Bouton (musée Carnavalet)